# NUTS
|  | Per a altres significats, vegeu «Nuts». |

NUTS és l'acrònim en francès de la Nomenclatura de les Unitats Territorials Estadístiques (Nomenclature des unités territoriales statistiques) utilitzada per la Unió Europea amb finalitats estadístiques. És definida per l'Oficina Europea d'Estadística (Eurostat) i els resultats són utilitzats, entre altres coses, per la redistribució regional dels fons estructurals de la UE.
La nomenclatura NUTS té una estructura jeràrquica de tres nivells, més dos nivells d'unitats administratives locals (en anglès LAU) que també s'anomenen NUTS nivells 4 i 5. L'esquema de la nomenclatura es proposa la definició de regions europees equiparables, adaptades a les divisions administratives pròpies de cada estat membre i basades en la població total resident.
| Nivell | Població màxima | Població mínima |
| ------ | --------------- | --------------- |
| NUTS 1 | 7.000.000       | 3.000.000       |
| NUTS 2 | 3.000.000       | 800.000         |
| NUTS 3 | 800.000         | 150.000         |

No obstant això, aquest model no es compleix estrictament. Per exemple, tant Renània del Nord-Westfàlia (Alemanya) i les Illes Aland (Finlàndia) són NUTS 1, mentre tenen 17.554.000 i 29.000 habitants, respectivament.
Els codis NUTS comencen amb les dues lletres del codi ISO 3166-1, excepte el Regne Unit que utilitza UK en lloc de GB. S'afegeixen una, dues o tres xifres pels codis NUTS de nivell 1, 2 o 3 respectivament.
| Estat                    | NUTS1           | NUTS2 | NUTS3 | NUTS1                                                               | NUTS2                                                                                  | NUTS3 |
| ------------------------ | --------------- | ----- | ----- | ------------------------------------------------------------------- | -------------------------------------------------------------------------------------- | --- |
| Alemanya                 | 16              | 38    | 439   | 16 Estats federats (Länder)                                         | 38 Regierungsbezirk                                                                    | 439 Districtes (Kreise o Landkreise) |
| Àustria                  | 3               | 9     | 35    | 3 Gruppen von Bundesländern                                         | 9 Bundesländer                                                                         | 35 Gruppen von politischen Bezirken oder Statutarstädte                                                                                        |
| Bèlgica                  | 3               | 11    | 43    | 3 Gewesten / régions                                                | 10 Províncies (provincies / provinces)                                                 | 43 Arrondissementen / arrondissements |
| Bèlgica                  | 3               | 11    | 43    | 3 Gewesten / régions                                                | 1 Regió de Brussel·les-Capital                                                         | 43 Arrondissementen / arrondissements |
| Dinamarca                | 1               | 5     | 15    | —                                                                   | 5 Regions                                                                              | 13 amter |
| Dinamarca                | 1               | 5     | 15    | —                                                                   | 5 Regions                                                                              | 1 group de dos comuns especials |
| Dinamarca                | 1               | 5     | 15    | —                                                                   | 5 Regions                                                                              | 1 comú regional |
| Espanya                  | 7               | 19    | 52    | 7 agrupación de comunidades autónomas                               | 17 comunidades autónomas                                                               | 50 provincias |
| Espanya                  | 7               | 19    | 52    | 7 agrupación de comunidades autónomas                               | 2 ciudades autónomas: Ceuta i Melilla                                                  | 2 ciudades autónomas |
| Finlàndia                | 2               | 6     | 20    | 1 Manner-Suomi: Ahvenanmaa/Fasta Finland                            | 5 Províncies (Suuralueet / Storområden)                                                | 19 Regions (Maakunnat / Landskap) |
| Finlàndia                | 2               | 6     | 20    | 1 Manner-Suomi: Åland                                               | 1 Província (Suuralueet / Storområden)                                                 | 1 Regió (Maakunnat / Landskap) |
| França                   | 14              | 27    | 101   | 13 Régions de métropole                                             | 21 Région en métropole continentale                                                    | 94 Département en métropole |
| França                   | 14              | 27    | 101   | 13 Régions de métropole                                             | 1 Collectivité territoriale en métropole                                               | 2 Départements en métropole |
| França                   | 14              | 27    | 101   | 1 ZEAT (zones économiques d'aménagement du territoire) en outre-mer | 2Régions d'outre-mer                                                                   | 2 Départements d'outre-mer |
| França                   | 14              | 27    | 101   | 1 ZEAT (zones économiques d'aménagement du territoire) en outre-mer | 3 Collectivités territoriales d'outre-mer                                              | 3 Collectivités territoriales d'outre-mer |
| Grècia                   | 4               | 13    | 51    | 4 Agrupacions de periferies                                         | 13 periferies                                                                          | 51 nomoi |
| Irlanda                  | 1               | 2     | 8     | —                                                                   | 2 regions                                                                              | 8 regional authority regions |
| Itàlia                   | 5               | 20    | 110   | 5 gruppi di regioni                                                 | 20 regioni                                                                             | 110 provincie |
| Luxemburg                | 1               | 1     | 1     | —                                                                   | —                                                                                      | — |
| Regne dels Països Baixos | align=center\|4 | 12    | 40    | 4 landsdelen                                                        | 12 provincies                                                                          | 40 COROP regio's |
| Portugal                 | 3               | 7     | 32    | 1 continente                                                        | 5comissões de coordenação regional                                                     | 30 Grupos de Concelhos |
| Portugal                 | 3               | 7     | 32    | 2 territoris insulars Açores i Madeira                              | 2 regiões autónomas                                                                    | 2 regiões autónomas |
| Suècia                   | 3               | 8     | 21    | 3 Grupper av riksområden                                            | 8 riksområden                                                                          | 21 län |
| UE-14                    | UE-14           | 72    | 214   | 1 098                                                               | Unió Europea fins l'abril de 2004, i la sortida del Regne Unit en desembre de 2020     | Unió Europea fins l'abril de 2004, i la sortida del Regne Unit en desembre de 2020                                                             |
| Xipre                    | 1               | 1     | 1     | —                                                                   | —                                                                                      | — |
| Estònia                  | 1               | 1     | 5     | —                                                                   | —                                                                                      | 5 maakond |
| Hongria                  | 3               | 7     | 20    | 3 statisztikai nagyrégiók                                           | 7 tervezési-statisztikai régiók                                                        | 19 grups centrats en un comtat (megyék) i de vegades algunes de les 23 ciutats amb estatus de comtat (Megyei jogú városok); 1 capital:Budapest |
| Letònia                  | 1               | 1     | 4     | —                                                                   | —                                                                                      | 4 reģioni |
| Lituània                 | 1               | 1     | 10    | —                                                                   | —                                                                                      | 10 apskritys |
| Malta                    | 1               | 1     | 2     | —                                                                   | —                                                                                      | 2 grups d'illes (gżejjer) : Malta, Gozo |
| Polònia                  | 6               | 16    | 45    | 6 régions (regiony)                                                 | 16 województwa                                                                         | 45 groups (podregiony) de districtes (powiat)                                                                                                  |
| Eslovàquia               | 1               | 4     | 8     | —                                                                   | 4 oblasti                                                                              | 8 kraje |
| Eslovènia                | 1               | 2     | 12    | —                                                                   | 2 Kohezijske regije                                                                    | 12 statistične regije |
| Txèquia                  | 1               | 8     | 14    | 1 území                                                             | 8 oblasti                                                                              | 14 kraje |
| UE-24                    | UE-24           | 89    | 255   | 1 221                                                               | Unió Europea fins al desembre de 2006, i la sortida del Regne Unit en desembre de 2020 | Unió Europea fins al desembre de 2006, i la sortida del Regne Unit en desembre de 2020                                                         |
| Bulgària                 | 2               | 6     | 28    | 2 район                                                             | 6 Район за планиране                                                                   | 28 области |
| Rumania                  | 4               | 8     | 42    | 4 macroregiuni                                                      | 8 regiunile de dezvoltare                                                              | 41 judeţe ; 1 municipe: Bucarest |
| UE-26                    | UE-26           | 92    | 269   | 1 291                                                               | Unió Europea fins al juny de 2013, i la sortida del Regne Unit en desembre de 2020     | Unió Europea fins al juny de 2013, i la sortida del Regne Unit en desembre de 2020                                                             |
| Croàcia                  | 1               | 3     | 21    | —                                                                   | 3 regions econòmiques                                                                  | 21 županija |
| UE-27                    | UE-27           | 93    | 272   | 1 313                                                               | Unió Europea actual després de la sortida del Regne Unit en desembre de 2020           | Unió Europea actual després de la sortida del Regne Unit en desembre de 2020                                                                   |